# José Manuel Taure Menéndez
José Manuel Taure Menéndez   (Barcelona, 14 d'abril de 1949) fou un jugador d'handbol català que va competir durant les dècades de 1960 i 1970.
Durant la seva carrera esportiva jugà amb el FC Barcelona, l'Universitari, el Picadero i l'Atlético de Madrid. Fou 60 cops internacional amb la selecció espanyola i participà en els Jocs Olímpics de Múnic de 1972.